# Sýkora azurová
Sýkora azurová (Cyanistes cyanus, dříve Parus cyanus) je druh sýkory, vzácně se vyskytující i na území Česka.

## Popis
Je nepatrně větší než velmi podobná světlá sýkora modřinka (Cyanistes careuleus), měří na délku 13–14 cm. Místo žluté, jako u modřinek, je bílá, má široce bílý okraj ocasu a širokou bílou pásku v křídle. Na zádech je pak modrošedá. Samičky jsou poněkud matnější než samečci, mladí jedinci jsou pak více do šeda.
Při pozorování si dejte pozor na odchylné jedince: Albinotičtí jedinci sýkory modřinky mají místo černého proužku přes oko černou bradu. Kříženci sýkory modřinky a sýkory azurové mají modré temeno hlavy a méně bílé v ocase, jinak jsou stejní jako sýkora azurová.

## Hlas
Hlasové projevy jsou podobné sýkoře modřince, ve zpěvu se ale objevují prvky bližší sýkoře parukářce (Lophophanes cristatus).

## Rozšíření
Pochází ze severovýchodní Asie (z Ruska). V Česku se vyskytují velmi zřídka, zaletují pouze jednotlivé sýkory během zimy.

## Hnízdění

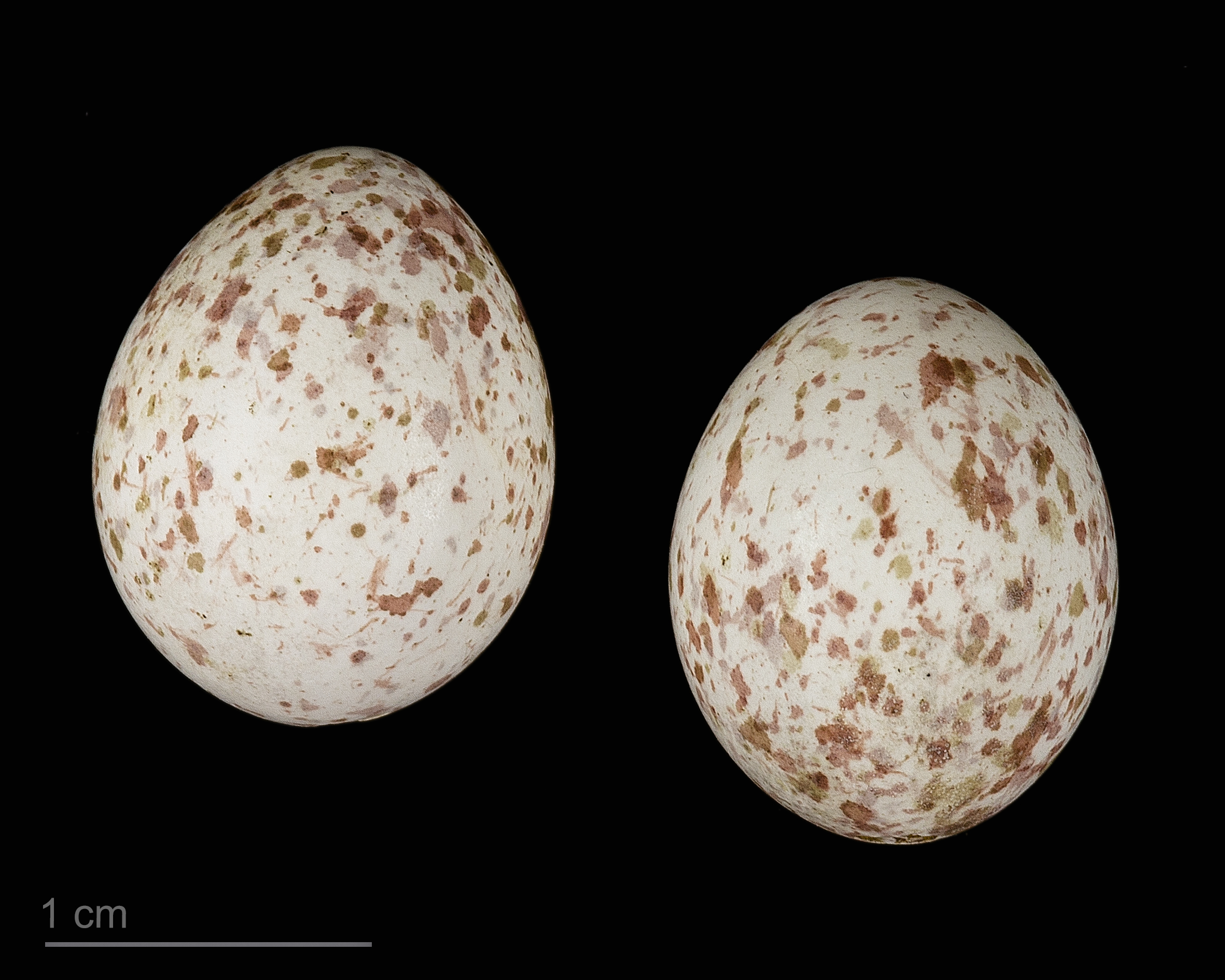
Cyanistes cyanus cyanus

Hnízdí v dutinách stromů, kde si staví hnízdo z mechu, slámy, chlupů a peří. Do hnízda snáší samička 9–12 vajec, která mají zbarvení bílé s červenými skvrnami. Sedí na nich jen samička a to 13–14 dní. Mladé pak rodiče krmí v hnízdě 18–20 dní. Po vylétnutí je rodiče ještě jeden týden přikrmují.

## Potrava
V její potravě převažuje hmyz, v zimě se živí také olejnatými semeny. 